# Léleges

Localização da Jônia e da Cária

Os léleges (em grego:  Λέλεγες) eram um dos povos aborígenes do sudoeste da Anatólia (comparar aos "pelasgos"), que já viveriam na região quando os helenos indo-europeus chegaram à região. A distinção entre os léleges e os cários (outro povo que vivia no sudoeste da Anatólia ocidental) é incerta. De acordo com Homero, os léleges seriam uma tribo anatólica distinta; Para Heródoto 'léleges' eram uma denominação arcaica dos cários. e, para o historiador Filipe de Teângela, eles foram dominados pelos cários. O mesmo sugeriu que os léleges estariam associados à Messênia, na Grécia continental.

## Etimologia
Acredita-se que o nome léleges não seja um autônimo, o nome utilizado para se referirem a si próprios numa língua já esquecida; em vez disso, acredita-se que o termo tenha ligação com a denominação lulahi, utilizada durante a Idade do Bronze no luvita falado pelos hititas na Anatólia: numa inscrição cuneiforme hitita sacerdotes e empregados de um templo são orientados a evitar conversar com lulahi e mercadores estrangeiros. De acordo com o que foi sugerido pelo linguista russo-americano Vitaly Shevoroshkin, o termo se aplicaria aos habitantes das regiões que posteriormente seriam a Cária e a Lícia do período clássico; "léleges" (Λέλεγες) seria a tentativa de transliterar lulahi para o grego.
Tradições posteriores relatadas na Bibliotheke de Pseudo-Apolodoro e por Pausânias, derivam o nome do povo do rei epônimo Lélex; uma etimologia comparável, que teria eternizado um fundador lendário, foi apresentada pelos mitógrafos gregos para virtualmente cada uma das tribos helênicas; "Lélex e os léleges, qualquer que tenha sido sua importância histórica, serviram como uma folha em branco sobre a qual se desenhou a Lacônia e tudo o que ela significa", segundo o professor Ken Dowden, da Universidade de Birmingham.

## Nas fontes primárias
Estrabão menciona duas teorias sobre os léleges: que eles seriam o mesmo que os cários, ou que eles seriam um povo distinto, mas vivendo junto e lutando junto dos cários. Segundo os defensores da hipótese de dois povos distintos, a evidência era a existência, no território de Mileto, de povoados chamados de "povoados dos léleges", e de "fortes léleges". Após a Guerra de Troia, os léleges foram expulsos pelos vencedores da região em torno do Monte Ida. Toda a Jônia era habitada por cários e léleges, mas estes foram expulsos pelos jônios. Ainda Estrabão, mas citando Aristóteles, diz que os léleges viviam entre os cários, mas eram nômades, e menciona Lélex, um autóctone, e Teleboas, o filho de sua filha, que tinha vinte e dois filhos, alguns dos quais habitaram em Leucas. Segundo Hesíodo, citado por Estrabão, o chefe dos léleges era Locrus; Estrabão especula, com base na etimologia, que os léleges eram uma coleção de povos diferentes, e que por isso desapareceram.